# Tilt (Zef e Marz)
Tilt è un singolo dei DJ producer italiani Zef e Marz, pubblicato il 5 maggio 2023.

## Descrizione
Si tratta della prima pubblicazione dei due produttori e ha visto la partecipazione della cantante Elisa e del gruppo musicale La Rappresentante di Lista, entrambi coinvolti sia vocalmente che nella scrittura di testi e musiche. I due produttori hanno raccontato il processo creativo e la scelta della collaborazione:

## Accoglienza
Fabio Fiume di All Music Italia ha assegnato un punteggio di 7 su 10 a Tilt, definendolo «una proposta decisamente diversa dalla media» che presenta una produzione «super» basata su «tonalità e vertigini di velocità», determinata dall'«unione di voci portentose» delle cantanti. Alessandro Alicandri di TV Sorrisi e Canzoni ha invece riscontrato sonorità riferibili a un «puro stile synth pop/eurodance degli anni 2000» nel singolo, affermando che si tratti di «una bella sorpresa che mostra quanto la musica italiana possa essere, finalmente, libera da paletti e ambiziosa».

## Tracce
Testi e musiche di Stefano Tognini, Alessandro Pulga, Elisa Toffoli, Veronica Lucchesi e Dario Mangiaracina.
1. Tilt – 3:23